# Rongsharia dhaulagirica
Rongsharia dhaulagirica is een hooiwagen uit de familie Sclerosomatidae.